# Circus (álbum de Lenny Kravitz)
Circus es el cuarto álbum de estudio de Lenny Kravitz, lanzado en 1995 por Virgin Records. Éste alcanzó la posición nº10 en el Billboard 200 y n.º 5 en la lista británica de Álbumes. Hasta marzo de 2008, Circus había vendido 534 000 unidades en los Estados Unidos.

## Historia
El álbum aborda diferentes temáticas, tales como el estilo de vida de las estrellas de rock en "Rock and Roll Is Dead" y la religión en "God Is Love" y "The Resurrection". Kravitz dijo que la creación de este disco fue un proceso muy tedioso. En ese momento también se sentía infeliz con el mercado de la música. El estado de salud de su madre también lo tenía preocupado.

## Lista de canciones
| N.º | Título                                   | Autores y compositores | Duración |
| --- | ---------------------------------------- | ---------------------- | -------- |
| 1.  | "Rock and Roll is Dead"                  | Kravitz                | 3.23     |
| 2.  | "Circus"                                 | DeVeaux, Britten       | 4.48     |
| 3.  | "Beyond the 7th Sky"                     | Ross, Kravitz          | 4.54     |
| 4.  | "Tunnel Vision"                          | Kravitz                | 4.19     |
| 5.  | "Can't Get You Out Off My Mind"          | Kravitz                | 4.34     |
| 6.  | "Magdalene"                              | Kravitz                | 3.48     |
| 7.  | "God is Love"                            | Kravitz, Hirsch        | 4.25     |
| 8.  | "Thin Ice"                               | Ross, Kravitz          | 5.33     |
| 9.  | "Don't Go and Put a Bullet in Your head" | Kravitz                | 4.22     |
| 10. | "In My Life Today"                       | Ross, Kravitz          | 6.29     |
| 11. | "The Resurrection"                       | Ross, Kravitz          | 4.28     |